# Musée d'Art de la Banque de la République
Le musée d'Art de la Banque de la République (en espagnol : Museo de Arte del Banco de la República est un musée consacré aux arts plastiques et situé dans l'enceinte de la bibliothèque Luis Ángel Arango à Bogota, en Colombie.
Inauguré en 2004, la conception du musée est réalisée par l'architecte Enrique Triana Uribe qui, pour ce projet, a reçu le Premio Nacional de Arquitectura 2006.